# Psychotria cumanensis
Psychotria cumanensis là một loài thực vật có hoa trong họ Thiến thảo. Loài này được Humb. & Bonpl. ex Schult. miêu tả khoa học đầu tiên năm 1819.